# Bahnhof Kandel
Der Bahnhof Kandel ist der Bahnhof der rheinland-pfälzischen Kleinstadt Kandel. Er verfügt über zwei Bahnsteiggleise. Der Bahnhof liegt im Verbundgebiet des Karlsruher Verkehrsverbundes (KVV) und gehört zur Tarifzone 550. Im Zuge eines 1996 vereinbarten Übergangstarifs werden jedoch ebenfalls Karten des Verkehrsverbundes Rhein-Neckar (VRN) anerkannt. Die Anschrift des Bahnhofs lautet Georg-Todt-Straße 2.
Er wurde am 15. März 1864 als Durchgangsbahnhof der in Winden von der Maximiliansbahn abzweigenden und bis Maximiliansau führenden Teilstrecke eröffnet. Ein Jahr später folgte der Lückenschluss nach Karlsruhe. In ihrer heutigen Form besteht sie seit 1938. Das Empfangsgebäude des Bahnhofs steht unter Denkmalschutz.

## Geschichte

### Erste Bestrebungen für einen Bahnanschluss von Kandel
Im Zuge der Planung der Pfälzischen Ludwigsbahn stand die Streckenführung östlich von Bexbach nicht von Anfang an fest. Am 10. Januar 1838 fand in Speyer eine Versammlung statt, die den Beginn der Aktienzeichnung für die Strecke darstellte. Ein Gutsbesitzer aus Wachenheim schlug auf dieser vor, die Bahnlinie über Zweibrücken und von dort aus über Annweiler und Langenkandel an den Rhein verlaufen zu lassen. Die schriftliche Begründung folgte am 20. Januar 1838. Obwohl die Regierung des Rheinkreises dies nach München weiterleitete, setzte sie sich nicht durch. Ein weiterer Teilnehmer der Veranstaltung argumentierte, dass eine entsprechende Streckenführung zwar kostengünstiger sei, jedoch weniger Gewinn brächte als eine solche über Kaiserslautern.
Mit Gründung der Bayerischen Eisenbahngesellschaft der Pfalz/Rheinschanz-Bexbacher-Bahn am 20. März 1838 stand mit der Rheinschanze der östliche Endpunkt ebenfalls fest, wodurch ein Bahnanschluss von Kandel zunächst in weite Ferne rückte.

### Entstehung der Strecke von Winden nach Karlsruhe
1855 folgte die Eröffnung der als Transitstrecke gebauten Pfälzische Maximiliansbahn Neustadt–Wissembourg, mittels derer die Kohle aus der Saargegend und Produkte aus der pfälzischen Landwirtschaft nach Frankreich transportiert werden sollten.
Bereits in den Folgejahren entstanden von Seiten der Pfälzischen Maximiliansbahn-Gesellschaft Pläne, eine in Winden von der Maximiliansbahn abzweigende Strecke in die badische Hauptstadt Karlsruhe zu errichten. Der Grund hierfür war der Optimismus, Kohle besser in die süddeutschen Länder Baden, Württemberg und das übrige Bayern – das geographisch von der Rheinpfalz abgetrennt war – bringen zu können. Der bayerische Militär Karl Krazeisen, der zu dem Zeitpunkt Truppenkorpskommandant in der Pfalz war, betonte, eine solche Strecke sei darüber hinaus aus strategischen Gründen notwendig.
1859 erhielt sie vom Staatsministerium für Handel und öffentliche Arbeiten eine entsprechende Konzession. Widerstand kam jedoch von Seiten der Stadt Germersheim, die darauf drängte, stattdessen zuerst eine Bahnlinie über ihr Gebiet und von dort aus weiter nach Bruchsal zu bauen. Darüber hinaus kamen 1860 mehrere Vertreter südpfälzischer Gemeinden zusammen, die statt über Winden und Kandel für eine Streckenführung über Offenbach, Herxheim, Leimersheim und Leopoldshafen plädierten. Dennoch setzte sich die Variante über Kandel und Wörth durch.

### Entwicklung bis zum Zweiten Weltkrieg (1864–1945)
Der Bahnhof wurde am 14. März 1864 gemeinsam mit dem Streckenabschnitt Winden–Maximiliansau eröffnet. Ein Jahr später, am 8. Mai 1865, wurde der Lückenschluss zwischen Maximiliansau und der von Karlsruhe nach Maxau führenden Maxaubahn in Form einer Brücke über den Rhein vollbracht.
Ebenfalls 1864 war die seit 1847 zeitgleich mit dem Ludwigbahn-Abschnitt Ludwigshafen–Neustadt eröffnete Stichstrecke nach Speyer bis Germersheim durchgebunden worden. Noch im selben Jahr trat in Rülzheim ein Komitee zusammen, das für eine Verlängerung der Strecke bis nach Wörth plädierte. Der Deutsch-Französische Krieg verzögerte jedoch die Realisierung des Projektes.
Die Gemeinde Kandel forderte jedoch anstatt einer Streckenführung nach Wörth eine solche in ihren Bahnhof. Die Direktion der Pfälzischen Eisenbahnen erteilte dem am 20. November 1871 eine Absage, da eine solche Streckenführung einen Umweg erfordere, der die Bedeutung dieser Magistrale geschwächt hätte. Kandel gab zunächst noch nicht auf und ließ Denkschriften in ihrem Sinne verfassen. Trotzdem setzte sich die Variante über Wörth durch. Diese wurde am 15. März 1874 genehmigt.
1922 erfolgte die Eingliederung des Bahnhofs in die neu gegründete Reichsbahndirektion Ludwigshafen. Im Zuge deren Auflösung zum 1. Mai 1936 wechselte er in den Zuständigkeitsbereich der Karlsruher Direktion.

### Deutsche Bundesbahn und Deutsche Bahn (seit 1945)
Nach den Zerstörungen im Zweiten Weltkrieg wurde zunächst nur ein Durchfahrtsgleis wieder in Betrieb genommen. Der Bahnhof wurde betrieblich so zu einem Haltepunkt. Erst ab dem 11. April 1948 waren hier wieder Überholungen und Zugkreuzungen möglich und ab dem 16. April 1948 war der Bahnhof auch wieder Zugmeldestelle.
Die französische Besatzungsmacht gliederte den Bahnhof in die Eisenbahndirektion Mainz ein, der sie alle Bahnstrecken innerhalb des neu geschaffenen Bundeslandes Rheinland-Pfalz zuteilte. 1971 gelangte die Station im Zuge der Auflösung der Bundesbahndirektion Mainz erneut in den Zuständigkeitsbereich ihres Karlsruher Pendants.
In den 1980er Jahren wurden der Inselbahnsteig zugunsten eines Seitenbahnsteiges abgerissen.
Im Jahr 2014 wurden die Bahnsteiganlagen des Bahnhofs Kandel umfassend modernisiert.

## Gebäude
Das Empfangsgebäude des Kandeler Bahnhofs ist ein spätklassizistisches Gebäude, welches um 1860 errichtet wurde. Es steht laut rheinland-pfälzischem Denkmalschutzgesetz unter Denkmalschutz.
In einem Anbau des Empfangsgebäudes (von den Gleisen gesehen links vom Empfangsgebäude) befindet sich das mechanische Stellwerk des Bahnhofs.

## Bahnsteige
| Gleis | Nutzbare Länge | Bahnsteighöhe | Aktuelle Nutzung             |
| ----- | -------------- | ------------- | ---------------------------- |
| 1     | 160 m          | 55 cm         | Züge in Fahrtrichtung Winden |
| 2     | 160 m          | 55 cm         | Züge in Fahrtrichtung Wörth  |

## Galerie

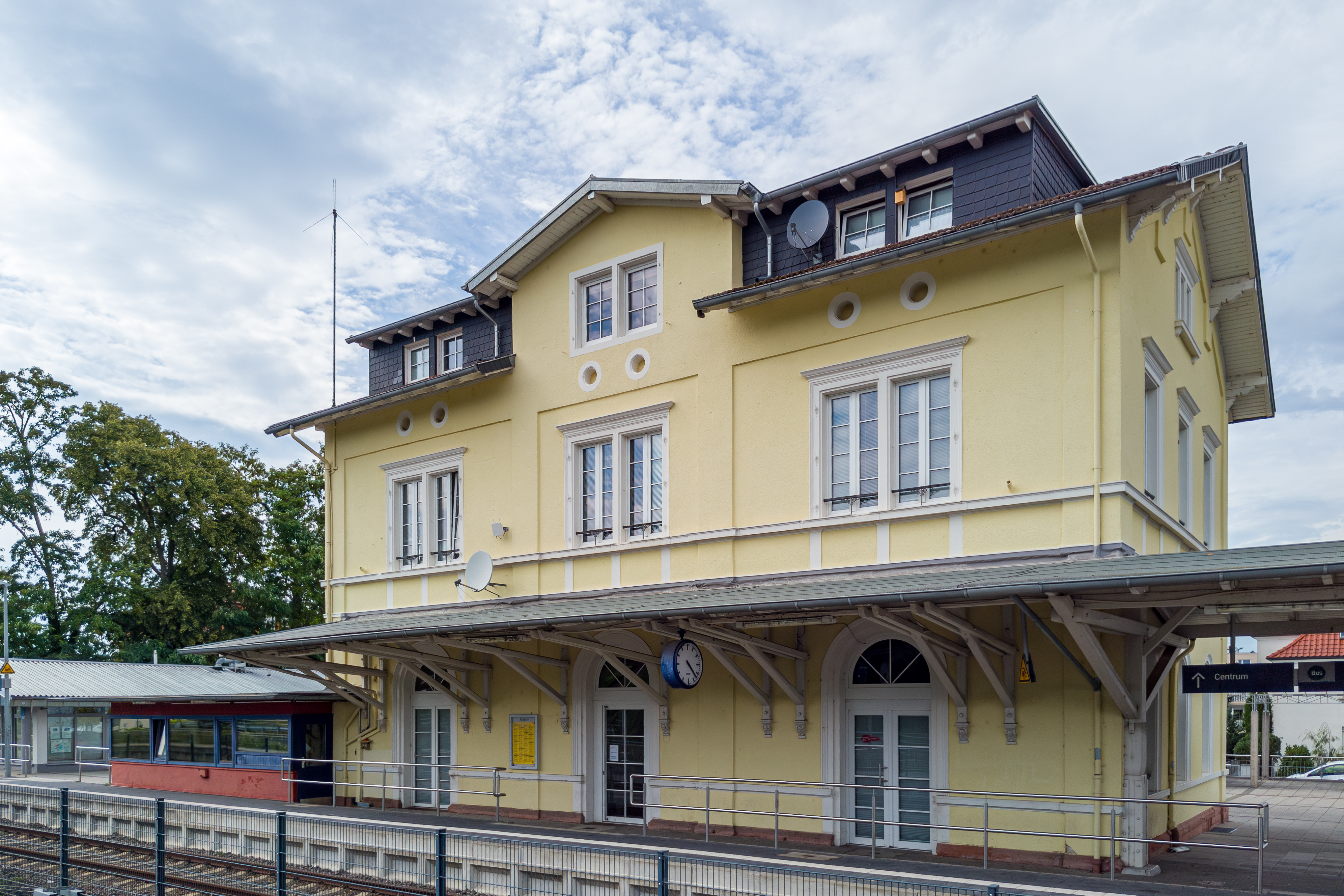
Das Bahnhofsgebäude von den Gleisen aus gesehen
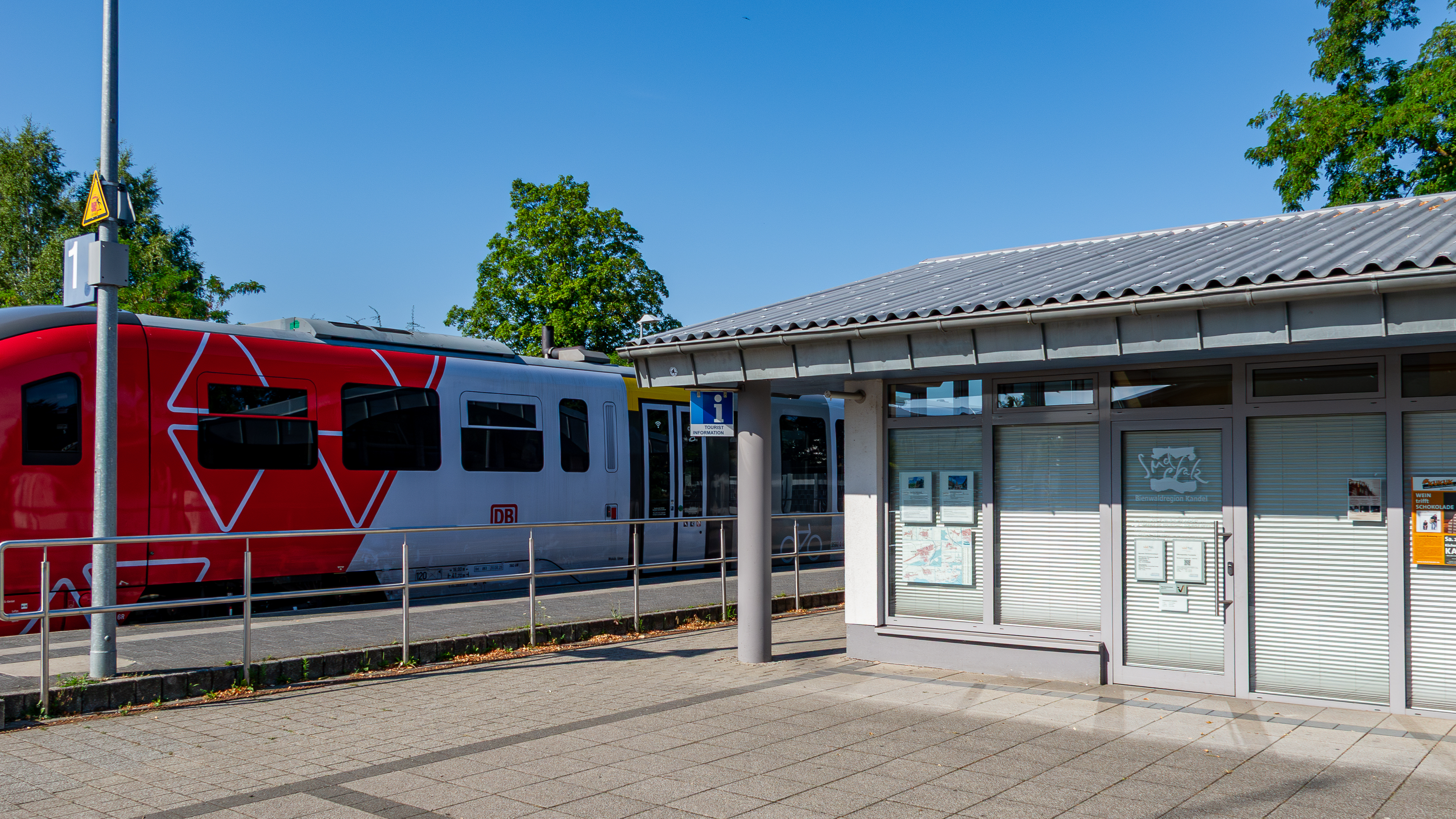
Touristen Information mit wartendem Zug auf Gleis 1
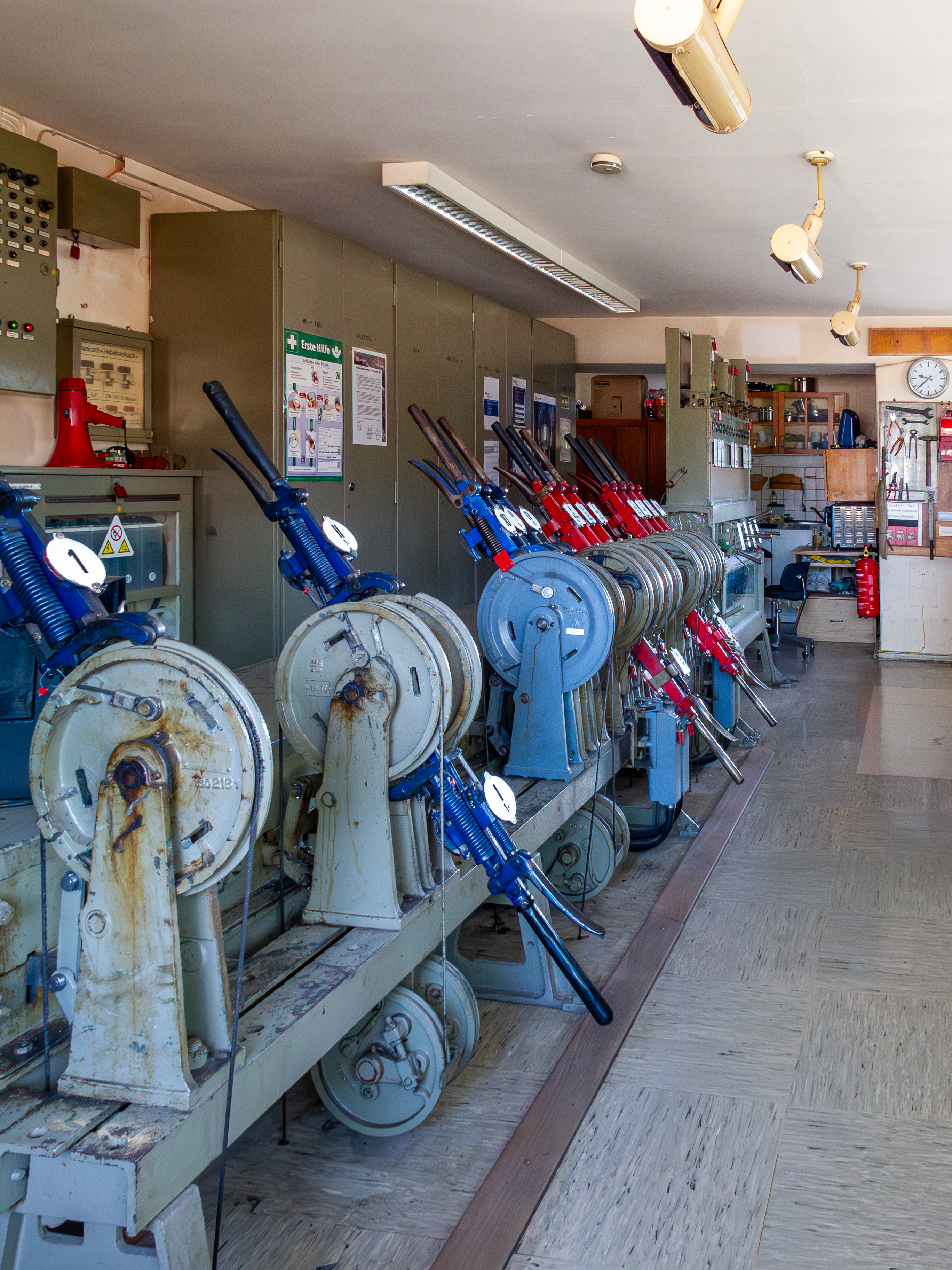
Blick durch das Fenster auf das Stellwerk
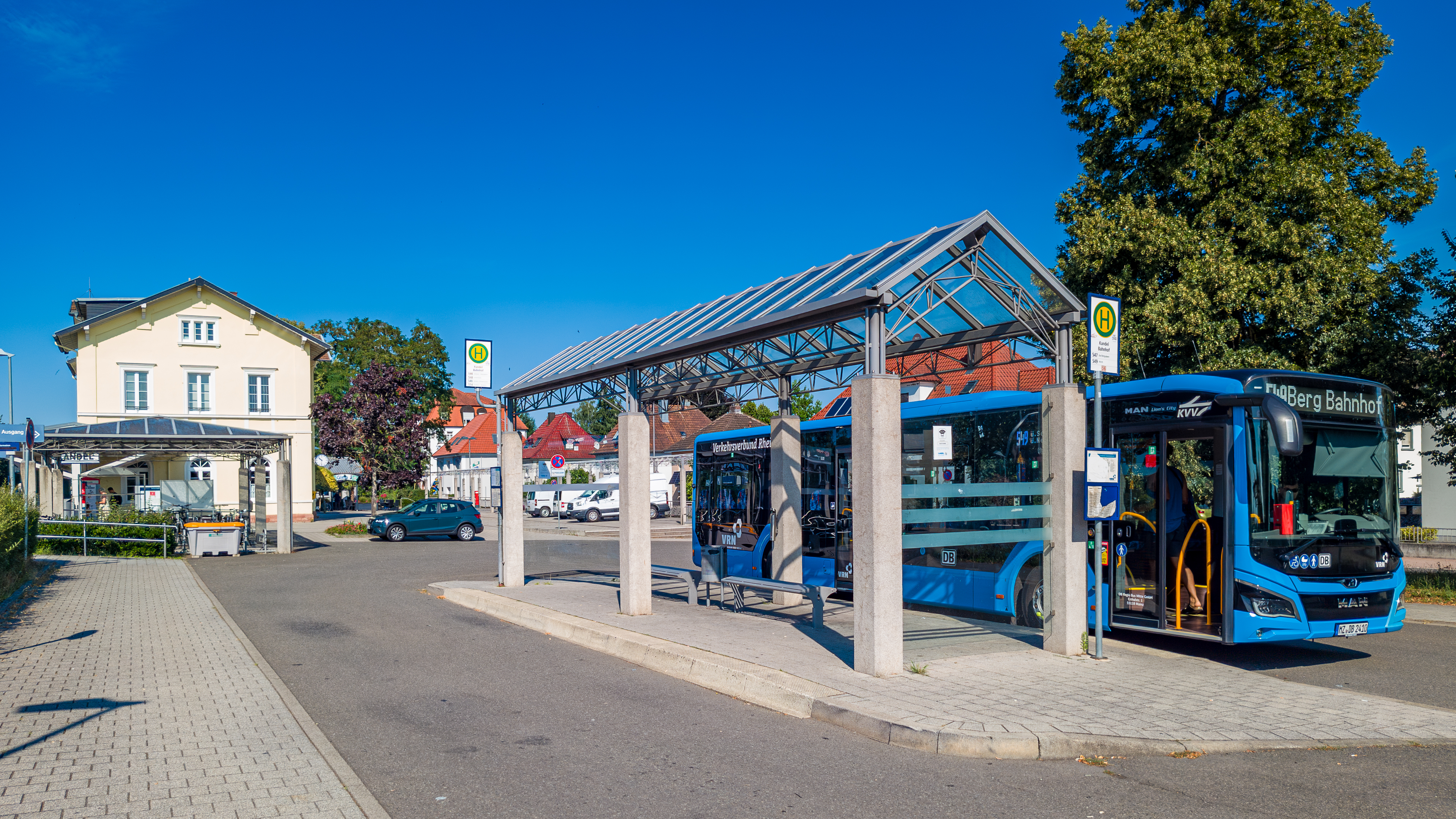
ZOB mit abfahrendem Bus 548